# Kommissar Dupin: Bretonisches Gold
Kommissar Dupin – Bretonisches Gold ist ein deutscher Spielfilm aus dem Jahr 2015. Der Kriminalfilm basiert auf dem Roman Bretonisches Gold – Kommissar Dupins dritter Fall von Jean-Luc Bannalec. Er ist nach „Bretonische Verhältnisse“ und „Bretonische Brandung“ der dritte von inzwischen zwölf Bänden der Krimireihe um Kommissar Dupin, die bereits für das Fernsehen verfilmt wurden. Am 19. März 2015 wurde der Film im Fernsehen (ARD) ausgestrahlt.

## Handlung
Kommissar Dupin erhält einen überraschenden Anruf von der Journalistin Lilou Breval, einer alten Freundin. Sie hat den Verdacht, dass in der Guérande in den Salinen etwas Illegales mit dem Salz gemacht wird. Dupin fährt zu den Salinen, die außerhalb seines Distrikts liegen. Statt Lilou zu treffen, wird in der Dunkelheit auf ihn geschossen. Er wird am Arm verletzt. Die Polizei taucht auf mit Commissaire Rose, seiner Vorgängerin in Concarneau, die gegen ihren Willen in die Guérande versetzt worden war. Auch Maxime Daeron, der Besitzer der Saline, kommt überraschend hinzu. Kommissar Dupin wird verarztet und von der unwirschen Rose weggeschickt. Er quartiert sich in ein Hotel auf halbem Weg zwischen Concarneau und den Salinen ein und fordert am nächsten Morgen seine Inspektoren Kadeg und Rival an. Sie sollen in der Redaktion von Lilous Zeitung recherchieren, während er zum Haus von Lilou fährt. Dort findet er ein Foto von Lilou mit Maxime Daeron und ihr Notizbuch, das er mitnimmt.
Dupin besucht Maxime Daeron, dessen Adresse er von Nolwenn, seiner Sekretärin in Concarneau, bekommen hat. Maxime Daeron erklärt, seiner Gewohnheit entsprechend in der Nacht mit seinem Hund auf seinen Salinen spazieren gegangen zu sein. Nur, dass sein Hund nicht dabei gewesen sei, weil er vor ein paar Tagen gestorben sei. Woran, wisse er nicht. Dupin fragt, ob er Lilou Breval gekannt habe. Was sie nachts in seinen Salinen gesucht haben könnte. Maxime flüchtet sich in Ausreden, bis sein Bruder Paul hinzukommt. Dieser erzählt Dupin, dass ‚Le Sel‘, der größte Salzhersteller Frankreichs, eine ‚seelenlose Konzernkrake‘, die kriselnden Paludiers aufkaufe. Diese hätten sich in Kooperativen zusammengeschlossen, um ihre Übernahme zu verhindern. Die Geschäftsführerin von ‚Le Sel‘, Ségolène Laurent, halte alle im Würgegriff. Näheres würde Dupin im ‚Terre de Sel‘ erfahren von Juliette Burgiot. Als Commissaire Rose auftaucht, mogelt sich Dupin ungesehen aus dem Haus.
Im ‚Terre du Sel‘ verarztet Dupin seine Schusswunde. Juliette Burgiot erzählt ihn von den seltsamen Fragen, die Lilou Breval gestellt habe: Ob chemische Hilfsmittel bei der Salzernte benutzt würden, ob Fässer zum Einsatz kämen, ob sich bei der Salzernte Bakterien bilden würden. Wie Salz auf Bakterien reagiere. Dupin lernt Ségolène Laurent kennen, die zu seiner Verwunderung ein Büro in einem Nebengebäude hat. Draußen wartet Commissaire Rose. Sie denkt nicht daran, zuzulassen, dass Dupin im schönen Concarneau sitzt und auch noch ihre Fälle in Guérande bearbeitet.
Kadeg und Rival treffen Dupin an der Küste. Sie haben herausgefunden, dass Lilou an einem Lebensmittelskandal dran war und sich mit Céline Cordier, der Biochemikerin eines Labors, getroffen hatte. Diese – gerade in einem Außeneinsatz am Strand – erzählt Dupin, dass Lilou sich für ihre Untersuchungen der Salinen auf Verunreinigungen interessiert habe: Fäkalien, Fremdkörper und vor allem Destruenten, viel fressende Bakterien.
Lilous Leiche wird am Strand gefunden. Commissaire Rose drückt Dupin ihr Beileid aus. Dupin gibt ihr das Notizbuch von Lilou. Rose warnt Dupin, sich weiter einzumischen.
Dupin grübelt in seinem Hotelzimmer. Kadeg und Rival sichern ihm ihre Unterstützung zu, obwohl es sie ihre Karriere kosten kann. Dupin vermutet, dass er in der Saline jemanden – bei was auch immer – gestört habe und deshalb auf ihn geschossen worden sei.
In der Zwischenzeit ist Paul zur Fischerhütte, einer Holzbude auf Pfählen, gefahren, wo Maxime mit Juliette Burgiot im Bett liegt. Er erzählt ihm, dass die Leiche von Lilou gefunden wurde. Ob er Hilfe brauche. Geld. Maxime sagt, dass es diesmal viel schlimmer sei.
Dupin fährt wieder zu Lilous Haus. Ein Nachbar sagt ihm, dass Maxime in der fraglichen Nacht da gewesen sei mit noch jemandem, den er nicht erkannt habe. Später sei ein weißer Lieferwagen gekommen.
Vor dem ‚Terre de Sel‘ steigt Juliette Burgiot aus Maximes Auto, nachdem er ihr gesagt hat, dass er sie nicht liebt. Ségolène Laurent und Céline Cordier kommen gerade aus dem Gebäude. Maxime ist überrascht, dass sich Ségolène Laurent und Céline Cordier kennen und sogar alte Freundinnen sind.
Cathérine Daeron tanzt betrunken vor dem Haus, als Maxime nach Hause kommt. Dupin tritt hinzu und fragt Maxime, ob er ein Verhältnis mit Lilou gehabt habe. Sagt, dass er ein falsches Alibi angegeben habe. Er sei nicht zu Hause, sondern bei Lilou gewesen. Maxime antwortet, dass Lilou noch gelebt habe, als er ging. Dupin unterstellt ihm, dass er später mit einem weißen Lieferwagen wiedergekommen sei und die Leiche weggeschafft habe. Maxime sagt nur, dass er Lilou geliebt und um eine zweite Chance gebeten habe. Sie habe abgelehnt. Er habe sich in seiner Saline beruhigt und sei dann zu seiner Ehefrau zurückgegangen. Er gibt keine Antwort auf Frage, ob er auf Dupin geschossen habe.
Nolwenn berichtet, dass Lilou laut Obduktion durch einen Sturz zu Tode gekommen ist.
Im Hotel berichtet Rival, dass Daeron seine Saline vor Monaten an ‚Le Sel‘ verkauft und später den Vertrag annulliert habe. ‚Le Sel‘ habe auf Einhaltung geklagt, die Klage aber vor drei Monaten zurückgezogen.
Kadeg hat in Erfahrung gebracht, dass es in China zwei Salzernten mehr gibt pro Jahr. Angeblich dank des Zusatzes von Chlor. Will ‚Le Sel‘ in der Bretagne womöglich auch machen.
Dupin sucht erneut Cathérine Dearon auf. Sie ist überrascht, dass Maxime Lilou vor zwei Tagen erneut getroffen hat. Es sei Schluss gewesen zwischen Maxime und Lilou. Lilou habe geschrien, dass er eine andere habe, dass er seinen Hund auf dem Gewissen habe, dass sie das alles auffliegen lasse.
Rival besucht Ségolène Laurent beim Golfen und befragt sie vergeblich nach der Ausdehnung der Salinen in Naturschutzgebiete. Und ob sie ein Verhältnis mit Maxime gehabt habe.
Dupin sieht sich in der Saline die Stelle an, an der Maxime nach Angaben seiner Frau den Hund verbrannt hat. Paul kommt hinzu. Die Saline sei nicht lukrativ gewesen. Deshalb habe Maxime sie verkauft. Und den Vertrag annulliert, weil er, Paul, ihm finanziell unter die Arme gegriffen habe.
Paul erhält einen Anruf von Cathérine: Maxime ist in der Fischerhütte tot aufgefunden worden.
Am Tatort wird Dupin von Rose in Handschellen gelegt und auf dem Revier an die Heizung gekettet. Rose macht ihn los und hält ihm Amtsanmaßung, Hausfriedensbruch, Einbruch und Nötigung vor.
Dupin bittet Rose um Zusammenarbeiten und ist bereit, ihr seine Informationen zu geben.
Er möchte wissen, ob die Waffe in der Fischerhütte eine 9 mm war. Dieselbe, mit der auf ihn geschossen wurde? Er widerlegt Roses Theorie, dass Daeron Suizid begangen hat, denn es sind keine Schmauchspuren auf dem Handrücken Maximes, weil jemand seine Hand geführt hat. Sie soll die Blutwerte von Maxime auf Betäubungsmittel checken.
Dupin fährt zu den Daerons und erklärt Paul, dass sein Bruder ermordet wurde. Dieser erzählt, dass Maximes Hund aus einem Blindbecken getrunken habe, in dem Maxime mit einem Partner an einer Methode zur Auflösung von Algen geforscht habe. Als der Hund starb, bekam er Skrupel, doch sein Partner wollte weiter machen.
Dupin und seine Inspektoren fahren zur Saline der Daerons. Rival steigt im Taucheranzug in ein Blindbecken und findet leere Fässer, die durch ein Netz auf Grund gehalten werden. Ein weißer Lieferwagen taucht auf und dreht sofort wieder ab. Dupin und Kadeg laufen ihm vergeblich nach.
In der Zwischenzeit hat Rival im Blindbecken drei leere Fässer gefunden. Sie nehmen eine Wasserprobe, in der das Labor veränderte Destruenten findet.
Dupin trifft erneut Celine Cordier, die ihm erklärt, dass Destruenten, die Algenteppiche zerstören können, auch alles andere zersetzen würden. Und wer es schafft, sie so zu manipulieren, dass sie nur die Algen fressen, den Nobelpreis bekäme.
Rose dankt Dupin und bestätigt, dass Maxime betäubt war, als er ermordet wurde. Dupin fährt wieder zu den Daerons.
Cathérine Daeron erzählt ihm, dass Paul in Maximes Arbeitszimmer nach einem Abschiedsbrief gesucht habe, stattdessen aber einen Vertrag gefunden habe, den Maxime mit einem Partner abgeschlossen habe. Paul habe telefoniert und sei dann wohl zur Fischerhütte gefahren. Dupin findet den Vertrag nicht, aber ein Foto, auf dem in der Saline Daeron mit seinem Hund und im Hintergrund ein Regenmantel mit den Buchstaben CC zu sehen sind. Einen solchen Mantel hatte Céline am Strand getragen.
Dupin fährt zur Fischerhütte, in der Paul mit einer Waffe im Anschlag auf Céline wartet, die, wie er jetzt weiß, seinen Bruder ermordet hat. Celine nähert sich in einem Ruderboot und eröffnet das Feuer auf Dupin. Die von Cathérine verständigte Commissaire Rose erscheint zusammen mit Kadeg und Rival und fordert Céline durch ein Megaphon auf, sich zu ergeben. Dupin springt ins Wasser und taucht zum Boot von Céline. Die Waffen aufeinander gerichtet sagt Céline, dass Lilou gedroht habe, alles auffliegen zu lassen. Sie habe sie nur gestoßen. Sie sei dumm aufgekommen.
Céline legt ihre Waffe nieder und wird von Rose verhaftet.

## Produktionshintergrund

### Entstehung
„Bretonisches Gold“ ist eine Produktion der filmpool fiction GmbH (Produzenten: Iris Kiefer, Mathias Lösel) im Auftrag der ARD Degeto für Das Erste. Als Regisseur wurde Thomas Roth verpflichtet. Das Drehbuch schrieb Gernot Gricksch. Die Redaktion lag bei Katja Kirchen (ARD Degeto).

### Dreharbeiten
Die Dreharbeiten fanden an Originalschauplätzen in der Bretagne statt.